# Chersotis maravignae
Chersotis maravignae är en fjärilsart som beskrevs av Philogène Auguste Joseph Duponchel 1826. Chersotis maravignae ingår i släktet Chersotis och familjen nattflyn. Inga underarter finns listade i Catalogue of Life.